# Монгайт, Александр Львович
Алекса́ндр Льво́вич Монга́йт (23 апреля (6) мая 1915, Николаев, Российская империя — 15 февраля 1974, Москва, СССР) — советский археолог. Доктор исторических наук. Автор фундаментальных трудов по археологии Европы и СССР.

## Биография
Родился 23 апреля (6) мая 1915 года в Николаеве. Окончил исторический факультет Московского государственного университета, защитив кандидатскую диссертацию на тему «Старая Рязань». С этого времени и до конца жизни работал в Институте археологии. Учёный занимался Старой Рязанью и средневековым Рязанским княжеством. Он же руководил экспедициями института на Старорязанское городище в 1946—1950 гг. и 1966—1974 гг.
В начале 1960-х гг. директор Института археологии Б. А. Рыбаков организовал критическую кампанию, направленную против Монгайта, однако многие учёные выступили в поддержку последнего.
Монгайт был одним из активных сторонников гипотезы о том, что Тмутараканский камень является фальсификацией (в настоящее время отвергнута большинством исследователей).
Учебники А. Л. Монгайта по археологии Западной Европы с 1970-х гг. и до настоящего времени используются ведущими вузами России как пособия по основам археологии.
В книге Монгайта «Археология в СССР» (М., 1955) имеются уникальные фотоснимки редких и малоизвестных археологических памятников, в частности, фрагменты фресок Новгородского Софийского собора с изображением князя Владимира Ярославича (ум. 1052) и его сыновей, обнаруженные при раскопках Мартирьевской паперти храма в 1948 году. Фрески эти нигде более не публиковались. Ссылка в книге Монгайта «Археология в СССР» на В. П. Петрова, считавшегося до этого времени крупным деятелем украинской националистической эмиграции, привела к его разоблачению (уже после возвращения Петрова в СССР).

## Основные публикации

### Научные труды
Монографии
- Муром. — М.: Изд-во Академии архитектуры СССР, 1947. — 34 с. + 28 л. вкл. — (Сокровища русского зодчества).
- Старая Рязань. 1955.
- Археология в СССР. — М., 1955.
- В поисках исчезнувших цивилизаций. — М.: Изд-во АН СССР, 1959 (2-е изд. 1966; соавтор — А. С. Амальрик).
- Рязанская земля. — М., 1961.
- Археология и современность. — М., 1963.
- Что такое археология. — М.: Просвещение, 1966 (3 изд.; соавтор — А. С. Амальрик).
- Художественные сокровища Старой Рязани. — М., 1967.
- Археология Западной Европы. Каменный век. Архивная копия от 17 февраля 2006 на Wayback Machine — М.: Наука, 1973.
- Археология Западной Европы. Бронзовый и железный век. — М.: Наука, 1974. — 408 с., ил. — 3.400 экз.
- История первобытного общества. 3-е изд. М., 1982 (совместно с А. И. Першицем и В. П. Алексеевым).

Энциклопедии
- Гальштатская культура / Монгайт А. Л. // Ива — Италики. — М. : Советская энциклопедия, 1972. — С. 179—181. — (Большая советская энциклопедия : [в 30 т.] / гл. ред.  А. М. Прохоров ; 1969—1978, т. 10).
- Дольмены / Монгайт А. Л. // Ломбард — Мезитол. — М. : Советская энциклопедия, 1974. — С. 34. — (Большая советская энциклопедия : [в 30 т.] / гл. ред.  А. М. Прохоров ; 1969—1978, т. 15).
- Европа. История формирования европейских народов. Археология / Монгайт А. Л. // Ломбард — Мезитол. — М. : Советская энциклопедия, 1974. — С. 403—405. — (Большая советская энциклопедия : [в 30 т.] / гл. ред.  А. М. Прохоров ; 1969—1978, т. 15).
- Бронзовый век // Малая советская энциклопедия. — 3-е изд. — Т. 1. А — Буковина. — М.: Большая советская энциклопедия, 1958. — С. 1229—1233.
- Археология // Советская историческая энциклопедия. — Т. 1. Аалтонен — Аяны. — М.: Советская энциклопедия, 1961. — Стб. 824—842.
- Железный век // Советская историческая энциклопедия. — Т. 5. Двинск — Индонезия. — М.: Советская энциклопедия, 1964. — Стб. 530—534.
- Работают археологи // Детская энциклопедия. — 2-е изд. — Т. 8. Из истории человеческого общества. — М.: Просвещение, 1967. — С. 581—584.

Статьи
- Раскопки 1938 г. на Ярославовом дворище в Новгороде // Историк-марксист. 1938. № 6. С. 192—195.
- Русская артиллерия в XIV—XVI веках // Вторая научная студенческая конференция МГУ. М., 1940. С. 26—27.
- Русская артиллерия в XIV—XVI вв. // Военно-исторический журнал. 1940. № 7. С. 62—76.
- Культ Разума и культ Верховного существа // Антирелигиозник. — 1941. — № 2. — С. 30—37.
- Старая Рязань // Вопросы истории. 1947. № 4. С. 88—98.
- Салтыковские курганы // Материалы и исследования по археологии Москвы, т. 1 (МИА, 7). 1947. С. 82—87.
- Рязанские гирьки // Краткие сообщения Института истории материальной культуры, XIV. 1947. С. 61—69.
- К вопросу о трёх центрах древней Руси // Краткие сообщения Института истории материальной культуры, XVI. 1947. С. 103—112.
- Древнерусские деревянные укрепления по раскопкам в Старой Рязани // Краткие сообщения Института истории материальной культуры, XVII. 1947. С.28—37.
- Рязанская скульптура // Краткие сообщения Института истории материальной культуры, XVIII. 1947. С. 61—65.
- Раскопки в Старой Рязани // Краткие сообщения Института истории материальной культуры, XXI. 1947. С. 118—124.
- Об археологических работах в Софийском соборе Новгорода Великого // Краткие сообщения Института истории материальной культуры, XXI. 1947. C. 135—136.
- Софийский собор в Новгороде в связи с новейшими исследованиями // Архитектура СССР. 1947. № 16. С. 34—39.
- Отчёт об археологических раскопках у трапезной Симонова монастыря // Сообщения Института истории и теории архитектуры. 1947. № 6. С. 33—38.
- Археологические раскопки 1945 года в Софийском соборе в Новгороде // Сообщения Института истории и теории архитектуры. 1947. № 7. С. 42—50.
- Рязанские гирьки // Рефераты научно-исследовательских работ за 1945 год. М.—Л., 1947. С. 93.
- Старая Рязань // Рефераты научно-исследовательских работ за 1945 год. М.—Л., 1947. С. 91.
- Золотоордынская чаша из Новгорода Великого // Краткие сообщения Института истории материальной культуры, XIX. 1948. С. 70—73.
- Московские изразцы (по находкам на строительстве метрополитена I и II очереди) // Сообщения Ин-та истории и теории архитектуры. 1948. № 9. С. 67—79.
- Обзор полевых археологических исследований ИИМК в 1947 г. // Вестник древней истории. 1948. № 2 (24). С. 151—160.
- Обсуждение книги П. Н. Третьякова «Восточнославянские племена» (на заседании ученого совета ИИМК АН СССР 20 мая 1948 г.) // Вопросы истории. 1948. № 9. С. 137—141.
- В Институте истории материальной культуры имени Н. Я. Марра // Вестник АН СССР. 1948. № 6. С. 113—114 [без подписи].
- Древнерусские жилища XI—XIII веков // Советская этнография. — 1948. — № 4.
- Археологические исследования Старой Рязани в 1948 году // Известия АН СССР. Серия ист. и филос. 1949. № 5. С. 454—463.
- Раскопки в Мартирьевской паперти Софийского собора в Новгороде // Краткие сообщения Института истории материальной культуры, XXIV. 1949. С. 92-104.
- Каменная стена «окольного города» Новгорода Великого // Краткие сообщения Института истории материальной культуры, XXVII. 1949. С. 123—127.
- Американская археология на службе империализма [рец. на статью: Walter W., Taylor. A Study of Archaeology (в журнале American Anthropologist, 50, 3, 2, 1948)] // Вопросы истории. 1949. № 5. С. 97—104.
- Новое о древнерусских городах [рец. на кн.: Материалы и исследования по археологии древнерусских городов, т. 1 (МИА, 11). М., 1949, 246 с.] // Вопросы истории. 1949. № 11. С. 149—153.
- Сессия Отделения истории и философии Академии наук СССР и Пленум ИИМК им. Н. Я. Марра, посвященные итогам полевых археологических исследований за 1948 год // Вопросы истории. 1949. № 5. С. 152—154.
- Монгайт А. Л., Фёдоров Г. Б. Рец.: А. В. Арциховский. Введение в археологию. Изд. 3-є. М., 1947, 218 с. // Краткие сообщения Института истории материальной культуры, XXVIII. 1949. С. 123—125
- Рец.: История культуры древней Руси, т. I. М., 1948, 484 с. // Вестник АН СССР. 1949. № 6. С. 142—148.
- Рец.: С. В. Киселёв. Древняя история Южной Сибири (МИА, 9). М., 1949, 362 с. // Вестник АН СССР. 1949. № 10. С. 115—119.
- Рец.: Б. А. Рыбаков. Ремесло древней Руси. М.—Л., 1948, 791 с. // Вестник древней истории. 1949. № 4(30). С. 181—186.
- Монгайт А. Л., Фёдоров Г. Б. Вопросы истории Великого Новгорода (до включения его в состав Русского централизованного государства) // Вопросы истории. 1950. № 9. С. 105—119
- Обсуждение трудов И. В. Сталина по вопросам марксизма в языкознании в Институте истории материальной культуры АН СССР // Вестник древней истории. 1950. № 3(33). С. 202—207.
- Рец.: Материалы и исследования по археологии Москвы, т. 2. Под ред. А. В. Арциховского (МИА, 12). М.—Л., 1949, 310 с. // Вопросы истории. 1950. № 5. С. 142—145.
- Раскопки в Старой Рязани // Краткие сообщения Института истории материальной культуры, XXXVIII. 1951. С. 12—24.
- Кризис буржуазной археологии // Краткие сообщения Института истории материальной культуры, XL. 1951. С. 3—15.
- Археологические исследования Старой Рязани // Краткие сообщения Института истории материальной культуры, XLI. 1951. С. 54—55.
- Археологические заметки // Краткие сообщения Института истории материальной культуры, XLI. 1951. С. 124—137.
- Археологические исследования Старой Рязани // Тезисы докладов на сессии Отделения истории и философии и пленуме ИИМК, посвящённых итогам археологических исследований 1946—1950 гг. М., 1951. С. 75—77.
- Кризис буржуазной археологии // Тезисы докладов на пленуме ИИМК АН СССР, посвященном вопросам археологии Прибалтики. М., 1951. С. 10.
- Рец.: История культуры древней Руси. Под общ. ред. Б. Д. Грекова и М. И. Артамонова, т. 2. М.—Л., 1951, 545 с. // Вопросы истории. 1951. № 11. С. 137—142.
- Монгайт А. Л., Кругликова И. Т. Рец.: Советская археология, XI—XIV. М., 1949—1950. // Вестник древней истории. 1951. № 3 (37). С. 109—121.
- Рец.: F. Behn. Vor- und Fruhgeschichte Grundlagen. Aufgaben. Methoden. Wiesbaden, 1948. // Вестник древней истории. 1951. 1 (35). С. 192—194.
- Оборонительные сооружения Новгорода Великого // Материалы и исследования по археологии СССР. 1952. № 31, с. 7—132.
- Топография Старой Рязани // Краткие сообщения Института истории материальной культуры. 1952. XLIV, с. 104—115.
- Вопросы истории Прибалтики периода феодализма (к итогам объединённой сессии Отделения истории и философии АН СССР и Институтов истории Академий наук Прибалтийских республик) // Вестник АН СССР. 1952. № 1. С. 60—67.
- Итоги полевых археологических исследований 1951 года // Вестник АН СССР. 1952. № 5. С. 94—103
- Предисловие // Чайлд Г. У истоков европейской цивилизации. М., 1952. С. 3—18.
- Муромо-Рязанское княжество // Очерки истории СССР. Период феодализма IX—XV вв., ч. I. М., 1953. С. 406—414.
- Новгородская феодальная республика // Очерки истории СССР. Период феодализма IX—XV вв., ч. I. М., 1953. С. 334—357.
- Раскопки Старой Рязани // По следам древних культур. Древняя Русь. М., 1953. С. 289—320.
- Задачи советских археологов в свете трудов И. В. Сталина по вопросам языкознания и экономическим проблемам // Советская археология, 1953. XVII, с. 9—22 [без подписи].
- Из истории населения бассейна среднего течения Оки в I тыс. н. э. // Советская археология, 1953. XVIII, С. 151—189.
- Итоги археологических и этнографических экспедиций за 1952 год // Вестник АН СССР, 1953. № 5. С. 92—100.
- Монгайт А. Л., Черепнин Л. В., Яцунский В. К. Ценный вклад в изучение истории народов СССР. Рец. на кн.: История Латвийской ССР, т. I. С древнейших времен до 1860 года. Рига, 1952. // Вопросы истории. 1953. № 6. С.131—138
- За высокое качество трудов по местной истории. Рец. на кн.: Материалы по изучению Смоленской области, вып. 1. Смоленск, 1952. // Вопросы истории. 1953. № 4. С. 106—115.
- Исследование, обогащающее историю народов СССР. Рец. на кн.: А. П. Смирнов. Очерки древней и средневековой истории народов Среднего Поволжья и Прикамья. М., 1952 (МИА, 28). // Вестник АН СССР. 1953. № 2. С. 100—105.
- Рец.: Hensel W. Slowianszczyzna wczesnosredniowiczna. Zarys kultury materialnej. Poznan, 1952, 378 с. // Вопросы истории. 1953. № 7. С. 166—168.
- Архитектура Старой Рязани в свете последних археологических раскопок // Ильин М. Рязань. Историко-архитектурный очерк. М., 1954, с. 7—38.
- Археологическое исследование территории Украины и его значение для исторической науки // Вестник древней истории. 1954. № 2. С. 3—8.
- Монгайт А. Л., Бриткин А. С. Книга по истории русской металлургии. Рец. на кн.: Б. А. Колчин. Чёрная металлургия и металлообработка в Древней Руси. М., 1953 (МИА, 32). 259 с. // Вестник АН СССР. 1954. № 5, с. 103—106.
- Монгайт А. Л., Амальрик А. С. Рец.: И. А. Талицкая. Материалы к археологической карте бассейна р. Камы (По данным, собранным М. В. Талицким). // Советская археология, 1954. XIX. С. 336—343
- Некоторые средневековые археологические памятники Северо-Западного Кавказа // Советская археология. 1955. XXIII, с. 322—340.
- Монгайт А. Л., Домбровский Е. А. Первые тома «Истории русского искусства» // Вестник АН СССР, 9, с. 116—120
- Монгайт А. Л., Першиц А. И. Некоторые вопросы первобытной истории в советской литературе послевоенных лет // Вопросы истории. 1955. № 1. С. 135—141
- Научная сессия, посвящённая итогам археологических и этнографических исследований 1954 г. // Вопросы истории. 1955. № 8. С. 224—226.
- Об итогах археологических экспедиций 1955 года // Вопросы истории. 1956. № 8. С. 191—195.
- Предисловие // Цалкин В. И. Материалы для истории скотоводства и охоты в Древней Руси (МИА, 51). М., 1956. С. 5—6.
- Обсуждение вопроса о генезисе феодализма в России и о возникновении древнерусского государства // Вопросы истории. 1956. № 3. С. 202—205 [без подписи].
- Монгайт А. Л., Боголюбов Н., Тюменев А. Начало большого труда советских историков. Рец. на кн.: Всемирная история, т. I. М., 1955, с. XXIII + 747. // Коммунист. 1956. № 8. С. 102—113
- Работы советских археологов // Вестник истории мировой культуры. 1957. № 5. С. 69—91.
- О задачах журнала «Советская археология» // Советская археология. 1957. № 1. С. 3—6 [без подписи].
- Низкий приём [О ненаучных и клеветнических высказываниях в книге Miller М. Archaeology in the USSR. New York, 1956] // Новое время. 1957. № 5. С. 29—30.
- Рец.: М. Н. Тихомиров. Древнерусские города. 2-е изд. М., 1956, 477 с. // Вопросы истории. 1957. № 1. с. 152—157.
- Рец.: S. J. de Laet. L’archeologie et ses problemes. Berchem—Bruxelles, 1954. // Советская археология. 1957. № 4. С. 195—198.
- К вопросу о русско-прибалтийских связях в IX—XIII вв. // Вопросы истории. 1958. № 6. С. 120—128.
- Рец.: В. Л. Янин. Денежно-весовые системы русского средневековья. Домонгольский период. М., 1956, 207 с. // Вопросы истории. 1958. № 3. С. 183—188.
- Абу Хамид Ал-Гарнати и его путешествие в русские земли 1150—1153 гг. // История СССР. 1959. № 1. С. 169—181.
- Монгайт А. Л., Колчин Б. А. Археология и методы естественных наук // Вестник АН СССР. 1959. № 12. С. 32—36.
- Археология и современность // Советская археология. 1960. № 4. С. 200—214.
- Монгайт А. Л., Колчин Б. А. Применение естественнонаучных методов в археологии // Вопросы истории. 1960. № 3. С. 75—87.
- Работы Среднерусской экспедиции в 1957 г. Рязанский отряд // Краткие сообщения Института истории материальной культуры. № 79. С. 91.
- Задачи и возможности археологической картографии // Советская археология. 1962. № 1. С. 16—35.
- Археология и религия // Советская археология. 1962. № 2. С. 3—9.
- Рязанская иконка Георгия и Димитрия // Историко-археологический сборник. М., С. 290—294.
- Гальштатское искусство // В кн.: Искусство стран и народов мира. Т. 1. М., 1962. С. 416—417.
- Германцы // В кн.: Искусство стран и народов мира. Т. 1. М., 1962. С. 541—544.
- О границах Тмутараканского княжества в XI в. // Проблемы общественно-политической истории России и славянских стран. М., 1963. С. 54—61.
- Возникновение и первые шаги советской археологии // История СССР. 1963. № 4. С. 75—94.
- К 60-летию А. В. Арциховского // Вопросы истории. 1963. № 1. С. 103—105.
- Рец.: А. А. Формозов. Очерки по истории русской археологии. М., 1961. 128 с. // Вопросы истории. 1963. № 4. 130—132.
- Археологические культуры и этнические общности // Тезисы докладов Первого симпозиума по археологии и этнографии Юго-Запада СССР. Кишинев, 1964. С. 26—28.
- Некоторые возможности картографирования археологических культур // Проблемы лингво- и этногеографии и ареальной диалектологии. Тезисы докладов. М., 1964. С. 3—5.
- Методологический и технологический прогресс исследований по археологии в XX в. // Тезисы докладов советской делегации на I международном конгрессе славянской археологии. М., с. 79—83.
- Иберы // В кн.: Искусство стран и народов мира. Т. 2. М., 1965. С. 8—10.
- Иллирийцы // В кн.: Искусство стран и народов мира. Т. 2. М., 1965. С. 19.
- Кельты (древние) // В кн.: Искусство стран и народов мира. Т. 2. М., 1965. С. 389—392.
- От редактора // В кн.: Культура древней Руси. М., 1966. С. 5—6.
- Фрески Спас-Евфросиниевского монастыря в Полоцке // В кн.: Культура древней Руси. М., 1966. С. 137—140.
- Археологические культуры и этнические общности // Народы Азии и Африки. 1967. № 1. С. 53-69.
- Монгайт А. Л., Даркевич В. П. Старорязанский клад 1966 года // Советская археология. 1967. № 2. С. 211—223.
- Исследования городища Старая Рязань // Археологические открытия. 1967. С. 59—61 [совместно с колл, авторов].
- Рязанская экспедиция // Археологические открытия 1967 г. М., 1968. С. 75—77.
- Послесловие // Косидовский 3. Когда солнце было богом. М., 1968. С. 331—332.
- Монгайт А. Л., Даркевич В. П. Рязанская экспедиция // Археологические открытия 1969 г., 1970. С. 70—72.
- Об истории первобытного общества // Преподавание истории в школе. 1970. № 5. С. 40—46.
- Раскопки на городище Старая Рязань // Археологические открытия 1970 г., 1971. С. 81—85 [совместно с колл. авторов].
- Монгайт А. Л., Чернышёв М. Б. Спасский собор в Старой Рязани // Новое в археологии. М., с. 210—216.
- Методологический и технологический прогресс исследований по археологии в XX в. // Труды I международного конгресса славянской археологии, VII. Варшава, с. 120—123.
- Монгайт А. Л., Даркевич В. П. Старорязанские клады 1967 г. // Советская археология. 1972. № 2. С. 206—212.
- К 70-летию А. В. Арциховского // История СССР. 1973. № 1. С. 225—226.
- Переписка Н. И. Конрада и А. Тойнби // Проблемы истории и теории мировой культуры. Сборник статей памяти академика Н. И. Конрада. М., 1974. С. 143—160.
- Монгайт А. Л., Раппопорт П. А., Чернышёв М. Б. Церковь Нового Ольгова городка // Культура средневековой Руси. Л., 1974. С. 163—168
- Работа Рязанской археологической экспедиции в 1966—1970 гг. // Археология Рязанской земли. М., 1974. С. 5—18.

На иностранных языках:
- Krytyka książki P. N. Tretiakowa „Plemiona Wschodnio-Słowiańskie” (пол.) // Światowit. — Warszawa, 1949. — T. XX. — S. 391—401.
- Archaologische Forschungen in Staraja Rjasan im Jahre 1948 [Археологические исследования Старой Рязани в 1948 г.] // Sowjetwissenschaft, gesellschaftswissenschaftliche Abteilung. Berlin, 1950. № 1. С. 51—65.
- Успехите на съветската археология. — Исторически преглед. София, VIII. 1952. № 4-5. С. 544—547.
- Kriza burzoaznej archeologie [Кризис буржуазной археологии] // О meto- dike terenneho Vysumu sovietskij archeologie. Bratislava, 1954, c. 130—144.
- Powstanie і rozwoj radzieckiej archeologii [Возникновение и развитие советской археологии] — Dawna kultura. Wroclaw. 1956. 1 (9), с. 22—28.
- Wykopaliska w starym Riazaniu [Раскопки Старой Рязани] — В кн.: Sladami dawnych kultur. Dawna Rus. Warszawa, c. 387—430.
- Unsaubere Mittel [Buchbespr. M. A. Miller. Archaologie in der UdSSR New York, 1956] // Neue Zeit. 1957., 17, 5, c. 29—30.
- Рец.: Weltgeschichte, Bd I. Moskou, 1955. — Sowjetwissenschaft, gesellschaftswissenschaftliche Beitrage. Berlin, 1, c. 99—111 [совместно с H. Боголюбовым и А. Тюменевым] .
- N’en khao с’б hpc cua giai cap tu’ sin lam vao bu’oc duong cuiig [Кризис буржуазной археологии]. — Nghien cu’u ljchsu’. Hanoi. 1960. № 19. С. 21—34.
- Предисловие // В кн.: Civilta scomparse. L’archeologia nell’URSS. Roma, 1964. С. 13—23.
- Archeologie in de Sowjet-Unie // В кн.: Historische Schatten uit de Sovjet-Unie. Haag, 1966. С. 13—16.
- Archaologie in der Sowjetunion // В кн.: Historische Schatze aus der Sowietunion. Ziirich, 1967. С. 13—15.
- Archaeological Cultures and Ethnic Units // Soviet Anthropology and Archaeology. N. Y" VII, 1968. № 1. C. 3—25.
- Archaeological Cultures and Ethnic Communities (The Problem of Methodology in Historico-Archaeological Research) [Археологические культуры и этнические общности]. // Asia in Soviet Studies. Moscow, 1969. С. 280—310.

### Публицистика
- Исследования древнейшего памятника русской архитектуры // Советское искусство, 22.11.1946
- Сессия Академии наук СССР // Правда, 22.11.1946
- Археологические раскопки в Новгороде Великом // Наука и жизнь. № 6. С. 33—35.
- Раскопки Старой Рязани // Огонёк. 1950. № 49. С. 28.
- Подвиг советского ученого [О книге Т. С. Пассек «Периодизация трипольских поселений» (М.—Л., 1949)] // Литературная газета, 01.04.1950
- Рец.: Т. С. Пассек. Периодизация трипольских поселений (III—II тысячелетия до н. э.). М.—Л., 1949, 248 с. (МИА, 10) // Советская книга. 1950. № 2. С. 68—72.
- Древнерусская техника обработки металлов // Наука и жизнь. 1951. № 6. С. 37—38.
- Охранять памятники культуры // Литературная газета, 30.06.1951.
- Монгайт А. Л., Киселёв С. В. Археология и «теории» Марра // Литературная газета, 24.04.1951.
- Научная сессия по вопросам истории Прибалтики // Советская молодёжь. Рига, 23.11.1951. (То же. — Советская Латвия, 22.11.1951)
- Старая Рязань. Пять лет на раскопках древнего русского города // Комсомольская правда, 24.03.1951
- Старая Рязань // Пионерская правда, 13.11.1951
- Рец.: Практика реставрационных работ, сб. 1, 1950, 208 с. // Советская книга. 1951. № 12. С. 108—110.
- Рец.: М. Н. Тихомиров. Средневековая Москва в XIV—XV веках. М., 1957, 320 с. // Новый мир. 1958. № 6. С. 269—271.
- Монгайт А. Л., Колчин Б. А. Изотопы — археологи // Наука и жизнь. 1960. № 8. С. 22—26.
- Романтика науки на экране // Наука и жизнь. № 3. С. 105—107.
- Современное оружие искателя древностей // Неделя. № 8. 18—24.02.1962. С. 18.
- Археология и современность // Наука и жизнь. 1963. № 11. С. 86—90.
- Некоторые открытия советских археологов (Пер. на: англ. яз. Some Discoveries of Soviet Archaeologists. — «Moscow News», January 12, 1963. № 2 (629). — фр. яз. Du Fond de Siecles. Quelques decouvertes d’archeolo- gues sovietiques. — «Les Nouvelles de Moscou», 12 jarivier, 1963. № 2. — исп. яз. Algunos Hal- lazgos de los Arqueologos Sovieticos. — «Novedades de Moscu», Enero, № 2.)
- Археология и современность // Наука и жизнь. 1964. № 1. С. 48—53; № 3. С. 46—51; № 4. С. 84—90.
- Receeding Sevan reveals ancient city [Отступающий Севан освобождает древний город] // «Moscow News», July 11 1964
- XII век. Путешествие в Россию // Наука и жизнь. № 1. С. 34—38.
- Archaeology. Social Sciences in the USSR. Paris // The Hague, 1965. С. 17—22.
- Комментарии к статье: P. Блох. Этруски // Наука и жизнь. № 4. С. 83—91.
- Новые методы в археологии. Рец. на сб.: Археология и естественные науки. М., М., 1965, 346 с. // Новый мир. № 10. С. 265—268.
- Музей Родины // Советская культура, 23 сентября 1965
- Слово науке // Советская культура, 14 декабря 1965
- Тайна камней Баальбека // Труд, 19 декабря 1966
- Откуда мы знаем, когда это было. Археологическая хронология // Наука и жизнь. 1966. № 6. С. 137—143.
- Сокровища княжеского дворца // Наука и жизнь. 1066. № 11. С. 96.
- Жемчужина русской истории // Приокская правда, 7 сентября 1966
- Сокровища Старой Рязани // Неделя, 4—10 сентября 1966. С. 10.
- История и прогресс. Рец. на кн.: Н. И. Конрад. Запад и Восток. Статьи. М., 1966. // Новый мир. 1966. № 10. С. 271—275.
- Надпись на камне // Наука и жизнь. 1967. № 5. С. 62—68; № 7. С. 68—72; № 8. С. 62—67.
- Книга о древнерусской живописи. Рец. на кн.: Чайковская О. Против неба — на земле. М., 1966. // Новый мир. № 7. С. 241—243.
- Диалог историков // Спутник. 1968. № 6. С. 81—90. (Dialogue between Historians. — Sputnik. London, august, c. 72—79.)
- Из истории археологических мистификаций // Наука и жизнь. 1968. № 6. С. 42—49.
- Клады Старой Рязани // Наука и жизнь. 1970. № 11. С. 156—160.
- О науке истории // Наука и жизнь. 1973. № 7. С. 85—93.
- Страна в миниатюре // Наука и жизнь. 1973. № 5. С. 97—101.